# Dassault Rafale

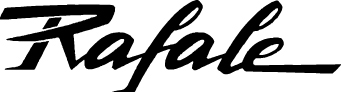
O logotipo do programa Dassault Rafale.

Dassault Rafale é um caça de dupla propulsão com asa em delta, considerado de 4,5ª geração, projetado na década de 80 para substituir todos os Mirage 2000 da força aérea francesa, e esta sendo produzido também para a marinha francesa, para operar em porta-aviões.
O Rafale é um caça polivalente, sendo um caça-bombardeiro de amplo raio de ação, com 14 hardpoints ele pode carregar um considerável arsenal ar-ar ou ar-terra, ou também tanques extras o que aumenta ainda mais seu raio de ação. Entre os componentes aviônicos do caça destaca-se o radar multi-funcional Thomson-CSF Detexis RBE-2 que opera junto ao sistema eletro-óptico avançado OSF (Optronique Secteur Frontal), que inclui câmeras infravermelhas FLIR, telemetria laser, (completar demais componentes e sistemas). Apesar de ter ficado durante boa parte de seu desenvolvimento dispondo apenas de um radar passivo, atualmente todas as unidades do Rafale F-3 deixam a fábrica com o radar AESA RBE2-AA, reconhecidamente um dos mais modernos do mundo no segmento de radares ativos, que estava em desenvolvimento desde 2011.

## Desenvolvimento

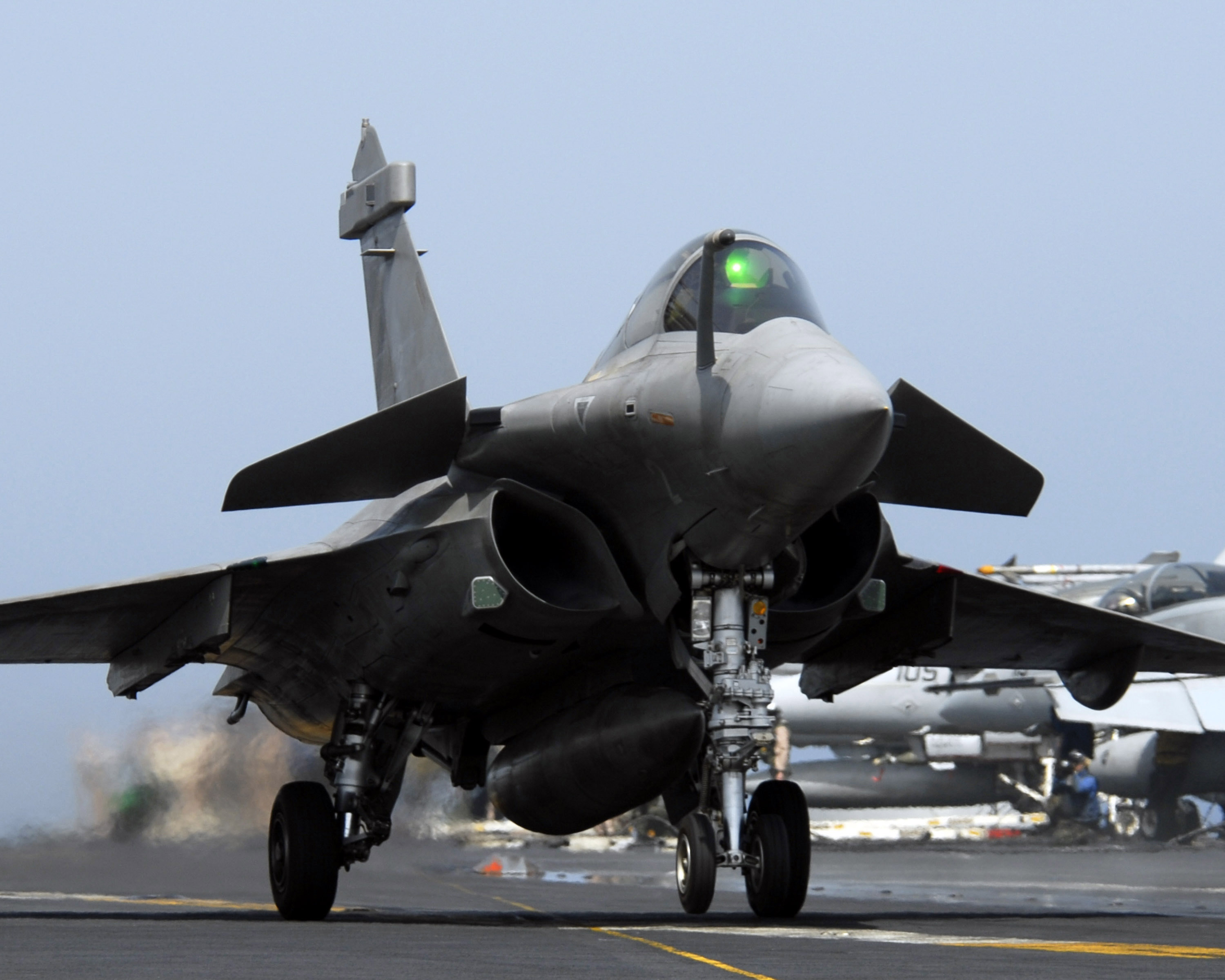
Um Rafale em um porta-aviões.

Em meados da década de 1970, tanto a Força Aérea Francesa (Armée de l'Air) quanto a Marinha (Aeronavale) tinham necessidade (da Marinha, sendo um pouco mais urgente) de encontrar uma nova geração de caças (principalmente para substituir o SEPECAT Jaguar e o F-8 Crusader e as suas necessidades eram suficientemente semelhantes para serem mescladas em um único projeto. Em 1983, a França adjudicou a Dassault um contrato para dois aviões de combate experimental (Avion de Combat eXpérimental - ACX). A Alemanha, França, Itália, Espanha e Reino Unido acordaram em desenvolver conjuntamente um novo caça no início de 1980. No entanto, a discordância sobre o tamanho do caça e liderança do projeto levou a França e outras nações a se dividirem em 1985. França desenvolveu sem outras parcerias o Rafale, enquanto as outras nações envolvidas desenvolveram o caça que seria nomeado de Eurofighter Typhoon, o qual se beneficiou do envolvimento de várias nações em seu projeto, construção e que, em virtude disso, tem alcançado um número superior de encomendas quando comparado ao caça francês.
O Rafale A foi lançado na década de 80 e fez seu voo inaugural em 4 de julho de 1986. O motor SNECMA M88 estava sendo desenvolvido e não foi considerado suficientemente desenvolvido para os ensaios iniciais do programa, de modo que o caça voou com o General Electric F404-GE-400 turbofan pós-combustão, usado no F/A-18 Hornet. Ordens de produção foram colocado em 1988.
Outros testes continuaram, incluindo toques de pouso e teste de voo com motores M88, antes do RAFALE A ser aposentado em 1994. Embora o Rafale e a British Aerospace EAP foram amplamente comparável, quando o primeiro Eurofighter Typhoon fez seu voo inaugural em março de 1994, apesar da série pré-Rafales ter realizado voos de teste três anos antes, incluindo ensaios portador (Rafale C01, Rafale M01, e Rafale B01 pela primeira vez em maio de 1991, dezembro de 1991, e abril de 1993, respectivamente).
Três versões do Rafale na ordem de produção inicial:
- Rafale C (Monoposto) com assento para um piloto para a AdA (Armée de l'Air, Força Aérea Francesa).
- Rafale B (Biposto) com assento para dois pilotos para a AdA.
- Rafale M (Marinha) caça para porta-aviões, para a Aeronavale (Marinha Francesa).

O protótipo do Rafale C voou em 1991. O primeiro de dois protótipos Rafale M voou no final daquele ano. O protótipo do Rafale B voou no início de 1993, e o segundo protótipo do Rafale M voou mais tarde esse ano. Ensaios de catapulta foram inicialmente realizados entre 13 de julho e 23 de agosto de 1992 em NAS Lakehurst em Nova Jersey, E.U.A. e Patuxent NAS River, Maryland, E.U.A., como a França não tinha catapultas terrestre de ensaio. A Aeronavale, em seguida, realizou testes a bordo do porta-aviões FS Foch.
Inicialmente, o Rafale B era para ser apenas um caça de treinamento, mas a Guerra do Golfo e a experiência do Kosovo demonstrou que um segundo tripulante é inestimável em combate e missões de reconhecimento e, portanto, mais Rafales B foram encomendados, substituindo alguns Rafales C. 60% das aeronaves serão de dois lugares. Uma decisão semelhante foi feita pela Marinha, que inicialmente não tinha um avião biposto; o programa, no entanto, foi interrompido.
A incerteza política e econômica significava que não era até 1999 que uma produção do Rafale M voava.

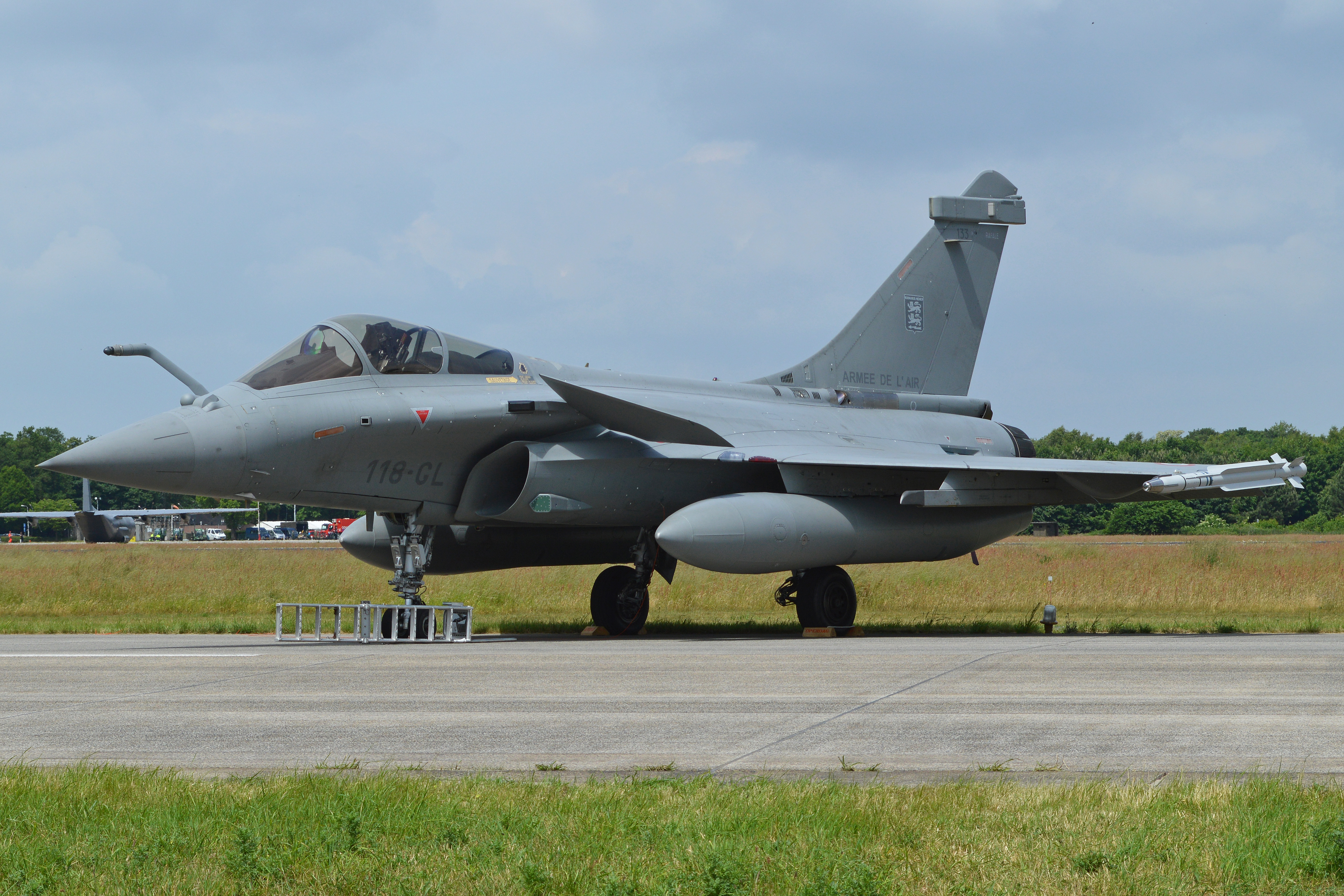
Um Rafale C francês.

A Marinha francesa, com um Rafale M, executou um toque no convés do porta-aviões USS John C. Stennis (CVN-74).
Foram esperados para as forças francesas, 294 Rafales: 234 para a Força Aérea e 60 para a Marinha. Até o momento 120 Rafales foram oficialmente encomendados. Estes estão a ser entregues em três lotes distintos, sendo o mais recente para dezembro de 2004, 59 Rafales.[carece de fontes?]
A versão da marinha tem prioridade desde que a aeronave está substituindo os F-8 Crusaders, que são muito mais velhos. Serviço de entregas começaram em 2001 e do tipo "entrou em serviço", em 4 de dezembro de 2000, embora o primeiro esquadrão, Flotille 12 , não reformar efetivamente até 18 de maio de 2001. A unidade iniciou-se no porta-aviões Charles de Gaulle em 2002, tornando-se plenamente operacional em 25 de junho de 2004, após uma prolongada avaliação operacional, que incluiu voo limitado e as missões de escolta navio de apoio à Operação Liberdade Duradoura no Afeganistão.
A Armée de l'Air recebeu seus três primeiros Rafales B (para os padrões F2) no final de dezembro de 2004. Eles foram para o Centre d'Aériennes Expériences Militaires (CEAM), em Mont-de-Marsan para a avaliação operacional e de formação de conversão a pilotos associados.

## Modernizações
Antes mesmo da entrada em serviço do Rafale, em 2001, houve um intenso fluxo de modernizações para equipará-lo à caças mais avançados, como o F-35 Lightning, um caça de quinta geração que passou a ser seu principal competidor comercial em programas de aquisição de caças, como o FX-2. Na década de 90, teve sua fuselagem completamente modificada para um design transversal de RCS para refletir ondas de radar e atingir uma atividade parcialmente furtiva, além de receber um sistema de controle de radiação no pós-combustor, o tornando invulnerável à mísseis heatseekers à depender da situação, função que mais tarde serviria de base para o F-22 Raptor. Recentemente, concorreu com o F-35 nos programas indiano, onde o Rafale saiu vencedor, e finlandês, cujo resultado deve ser divulgado em 2021. A Grécia teve o F-35 e o Rafale como opções para substituir os F-16 Falcon da Força Aérea Helência e optou por ambas as aeronaves, adquirindo então 18 unidades do Rafale e 5 unidades do F-35.
A versão mais moderna do Rafale até o presente momento é a F-3, que entrou em serviço em 2009. Em 2010 foram iniciados os testes com os M88-4 ECO e TCO, o que dá ao Rafale empuxo vetorial em seus motores e a capacidade de voos supercruise. Em 2011 passou a receber outra leva de modernizações, num processo que se estendeu até meados de 2014, e incluiu o desenvolvimento e integração de um radar AESA de última geração. Em 2020, a Dassault anunciou uma nova modernização, trazendo a um pod next-gen como sucessor do Thales Damocles, denominado Thales TALIOS. O novo TALIOS oferece recursos ampliados quando comparado ao seu antecessor, Damocles. O TALIOS tem uma composição óptica muito mais aprimorada e de grande precisão, um sistema de geolocalização de objetivos aprimorado, capacidade de rastreio de alvos móveis, realidade aumentada, possibilidade de adicionar marcadores ao cenário e um sistema infravermelho. Com sua arquitetura aberta, o pod TALIOS foi projetado como um sistema “plug & fight” para todos os caças existentes e futuros. Funções adicionais podem ser incorporadas de acordo com as necessidades futuras das forças armadas, que estão sempre em evolução. O novo pod TALIOS foi testado em voo pela primeira vez em 2016, e dois anos após foi qualificado pela Agência de Compras de Defesa da França (DGA), para implantação na frota de aeronaves Dassault Rafale. Todos os Rafales produzidos a partir de 2020 já contam com todas essas modernizações em seu inventário.

## Custos
O custo total do programa, a partir de 2008, é de cerca de 39600 milhões de euros, que se traduz em uma unidade por cerca de 138,5 milhões de euros. O preço unitário flyaway a partir de 2008 é de 64 milhões de euros para a versão C (Força Aérea), e € 70 milhões de euros para a versão da Marinha. Apesar das qualidades excepcionais do Rafale, as exportações foram abaixo do esperado devido a retração do mercado de caças após o fim da Guerra Fria.  

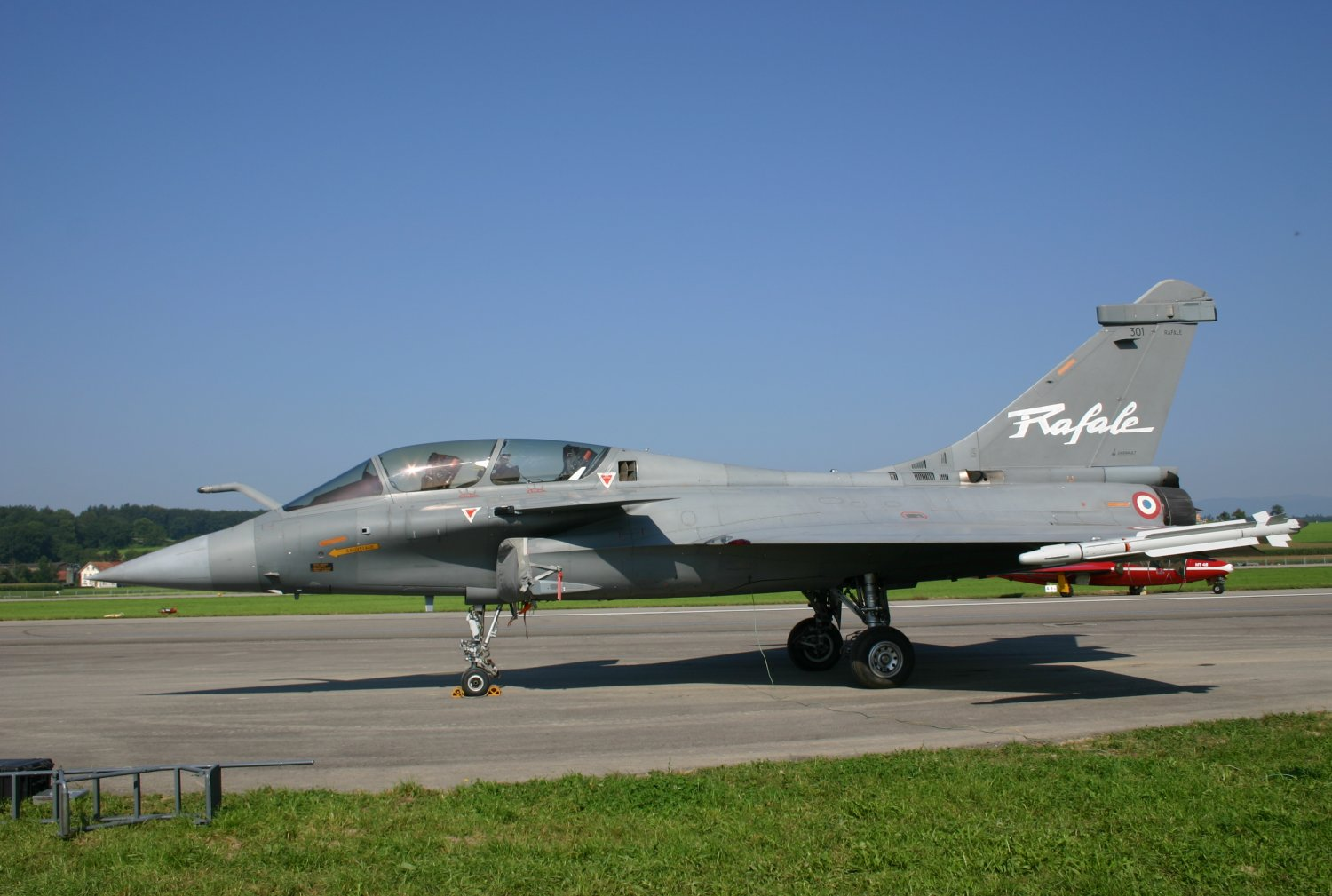
Rafale B.

Datas importantes do programa Rafale incluem:
- 1985 França formalmente retira-se do programa Eurofighter, comprometendo-se ao projeto Rafale.
- 1986, 4 de julho: Primeiro voo do Rafale A; dezembro: início do desenvolvimento de motores SNECMA M88.
- 1988, abril: primeira ordem assinada (para Rafale protótipo C).
- 1990, Fevereiro: testes de voo do M88 começam.
- 1991, 19 de maio: O primeiro voo da Armée de l'Air, protótipo de assento único (Rafale C); 12 de dezembro: O primeiro voo do protótipo Aeronaval (Rafale M).
- 1992, Rafale M começa ensaios
- 1993, Março: Primeiro contrato para produção de aeronaves assinada. Abril: Início dos ensaios de porta-avião, compatibilidade com Foch. 30 de abril: Primeiro voo do Armée de l'Air protótipo de assento duplo (Rafale B).
- 1995, Junho: Primeiro MICA lançado de um Rafale em modo auto guiada. Julho: sistema OSF e capacete montado vista/display instalado e testado. Setembro: Rafale M testado a bordo de porta-avião (série 4). Novembro: Primeiro vou sem parada de longo alcance do Rafale B01 (3.020 km em menos de 6 horas 30 minutos). Outubro: Série final de testes de terra, baseados em porta-avião do Rafale M nos E.U.A.. Dezembro: A primeira produção de montagem da fuselagem do modelo.
- 1996, Março: M88 motor "flightworthiness" qualificado. Abril: Produção suspenso, reiniciado em janeiro de 1997, após as reduções de custos. Maio: testes de baixo nível com banco de dados digital de terreno. Julho: espectros eletrônicos guerra testes do sistema de integração em câmara anecoica. Novembro: voo Spectra testados. Dezembro: As primeiras entregas da produção de motores standard.
- 1997 Fevereiro: Rafale B01 voo testado na configuração pesado (2 Apache ASMs, três tanques de 2000 litros, dois Magic e dois MICA AAMS). Maio: Primeiro disparo inercial guiado do MICA. Junho: o voo de teste do sistema de contramedidas Spectra. Outubro: Primeiro radar RBE2 produção voou pela primeira vez. Novembro: acendimento inercial guiado de mísseis contra dois alvos, com aeronaves de vincular-mísseis, com contramedidas.
- 1998, Junho: Qualificação de MICA sistema de controle de incêndio. Proposta de capacidade operacional inicial avaliada pela Marinha e pilotos da Força Aérea voando Rafale B01 e aeronaves desenvolvimento M02. 24 de novembro: Primeiro voo de produção Rafale (um Rafale B)
- 1999, Maio: Primeiro lançamento de teste do míssil de cruzeiro SCALP EG. 6 de Julho: Primeira plataforma de desembarque Afgan Charles de Gaulle. 7 de julho: Primeiro voo do Rafale M de produção.
- 2000 20 de julho: Primeiro Rafale M entregues Flotille 12F
- 2002 Rafale M entrou em serviço com 12F (Aeronaval, em avaliação)
- 2004 a entrada de serviço completo com 12F (Marinha); 9 de setembro: Primeira Meteor GHTM (General Handling Training Missiles) Ensaios transporte Rafale M da CEV Istres; Junho: dezembro: Três Rafale Bs entregue ao CEAM, Mont de Marsan
- 2005, 11 de setembro: ensaios Primeira Meteor GHTM transporte Rafale M do porta-avião Charles de Gaulle.
- 2006, Verão: Formação de CE 1 / 7, com 8-10 aeronaves
- 2007 a entrada de serviço completo (Força Aérea) esperado com EC7; Primeiro pouso do Rafale M em E.U.A porta-avião USS Enterprise.
- 2008 Rafale totalmente qualificado para padrão F3.

## Aerodinâmica

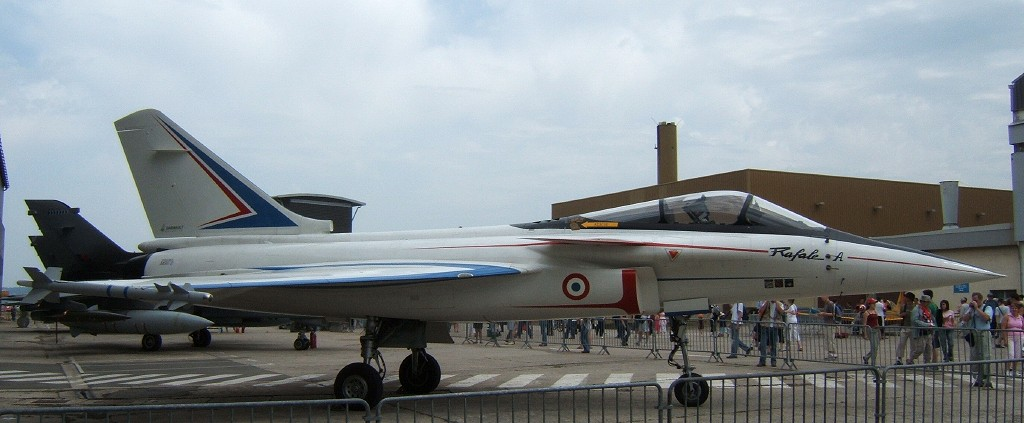
Um protótipo Dassault Rafale.

O Rafale possui uma asa delta combinado com ativos integrados (monobloco) canard para maximizar a capacidade de manobra (resistir a 9 g ou -3 g), mantendo estabilidade em voo, um máximo de 11 g pode ser confirmado em caso de emergência. O canard também reduz a velocidade de aterragem para 115 nós. De acordo com fontes internas (Les essais en vol du Rafale) Limite de velocidade baixa é de 100 kt 80 kt mas às vezes é demonstrado durante Airshows pelos pilotos dispostos a sublinhar qualidades de baixa velocidade da aeronave. "Um mínimo de 15 kt ter sido atingido durante simulado combate contra um Mirage 2000 por um piloto agressivo. ". O avião pode operar em pistas de 400 metros.

## Sistemas de Combate

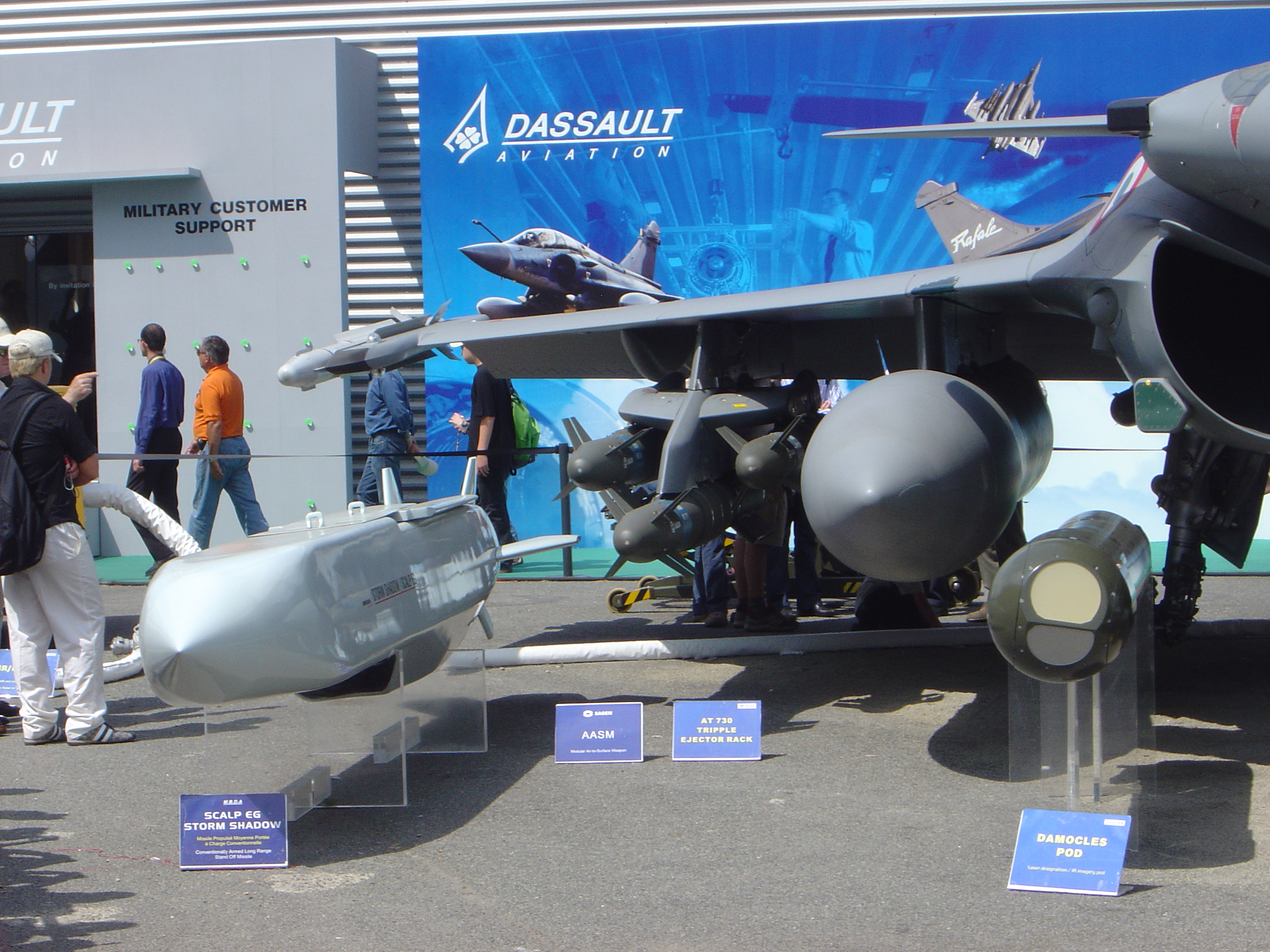
Armamentos complementares do Rafale.

O Rafale carrega um sistema eletrônico integrado de sobrevivência nomeado SPECTRA que possui um software baseado em tecnologia "stealth virtual". O sensor mais importante costumava ser o radar passivo RBE2 Thales óptica de radar multi-modo. Thales alega ter alcançado níveis sem precedentes de conhecimento da situação através da detecção precoce e acompanhamento de alvos aéreos múltiplos para combate próximo e intercepção de longo alcance, assim como a geração em tempo real de mapas tridimensionais do terreno seguinte e o tempo real de geração de mapas de alta resolução do terreno para a navegação e orientação.
No entanto, nessas circunstâncias, quando a administração é necessária a assinatura, o Rafale pode utilizar vários sistemas de sensores passivos. O front-electro-sector sistema óptico ou Optronique Secteur Frontal (OSF), desenvolvido pela Thales, é completamente integrado dentro da aeronave e pode operar tanto em comprimentos de onda visíveis a infravermelhos.
O sistema Spectra de guerra eletrônica, desenvolvido em conjunto pela francesa Thales e a EADS, prevê a aeronave com maior capacidade de sobrevivência contra ameaças aéreas e no solo. O tempo real de ligação de dados permite a comunicação não só com outras aeronaves, mas também com comando fixo e comando móvel e centros de controle. Para aquelas missões que o exigem, o Rafale também irá eventualmente usar a designação de Dâmocles pod electro-optical/laser que traz a capacidade LGB de operar tanto em dia claro quanto a noite.
Os sistemas de núcleo do Rafale empregam um Integrated Modular Avionics (IMA), chamado de MDPU (Modular Data Processing Unit). Esta arquitetura acolhe todas as funções essenciais do sistema de gerenciamento de aeronaves, em voo, fusão de dados, controlar o fogo, interface de maquina principal, etc.
O valor total do radar, da comunicação eletrônica e de auto-proteção do equipamento é de cerca de 30% do custo de todo o projeto.
A capacidade do Rafale, de ataque ao solo é limitada pela falta de um avançado casulo (bainha) de segmentação, mas isso será corrigido com a adição de Reco Thales Optronique's NG / Areos reconhecimento e direcionamento casulos (bainhas) Dâmocles sobre o padrão F-3.
Desenvolveu um radar AESA denominado RBE2-AA, da fabricante francesa Thales Group, que entrou em serviço em 2014 e substituiu seus antigos RBE2, também da Thales. Em 2021, a Thales anunciou que desenvolveu um novo radar denominado “Ground Master 200 Multi Mission” para a família de radares 4D Active Electronically Scanned Array (AESA). De acordo com a empresa, o Ground Master 200 estabelece pistas com mais rapidez e as mantém travadas por mais tempo, maximizando o tempo no alvo. Isso dá às unidades tempo para avaliar a ameaça e tomar as medidas adequadas. Inclui a arquitetura de antena escalonável e atualizável da Thales e a tecnologia de radar definida por software que oferece capacidade de atualização ao longo de todo o ciclo de vida. Ele também possui “feixe múltiplo de eixo duplo”, o que dá flexibilidade de direção irrestrita em elevação e rolamento, disse a empresa em um comunicado. O sistema será oferecido em duas versões, um "all-in-one" para vigilância aérea e defesa aérea terrestre de até médio alcance, e uma versão "compacta" escalável para missões específicas, como bateria de contador de artilharia e localização de armas. Ambos estão em estágio avançado de desenvolvimento com as primeiras entregas de unidades em série esperadas para 2021. A Royal Netherlands Army / Defense Materiel Organisation (DMO) assinou o primeiro contrato com a Thales para a versão “compacta” dos radares 9 Ground Master 200 Multi Mission.

## Radar AESA

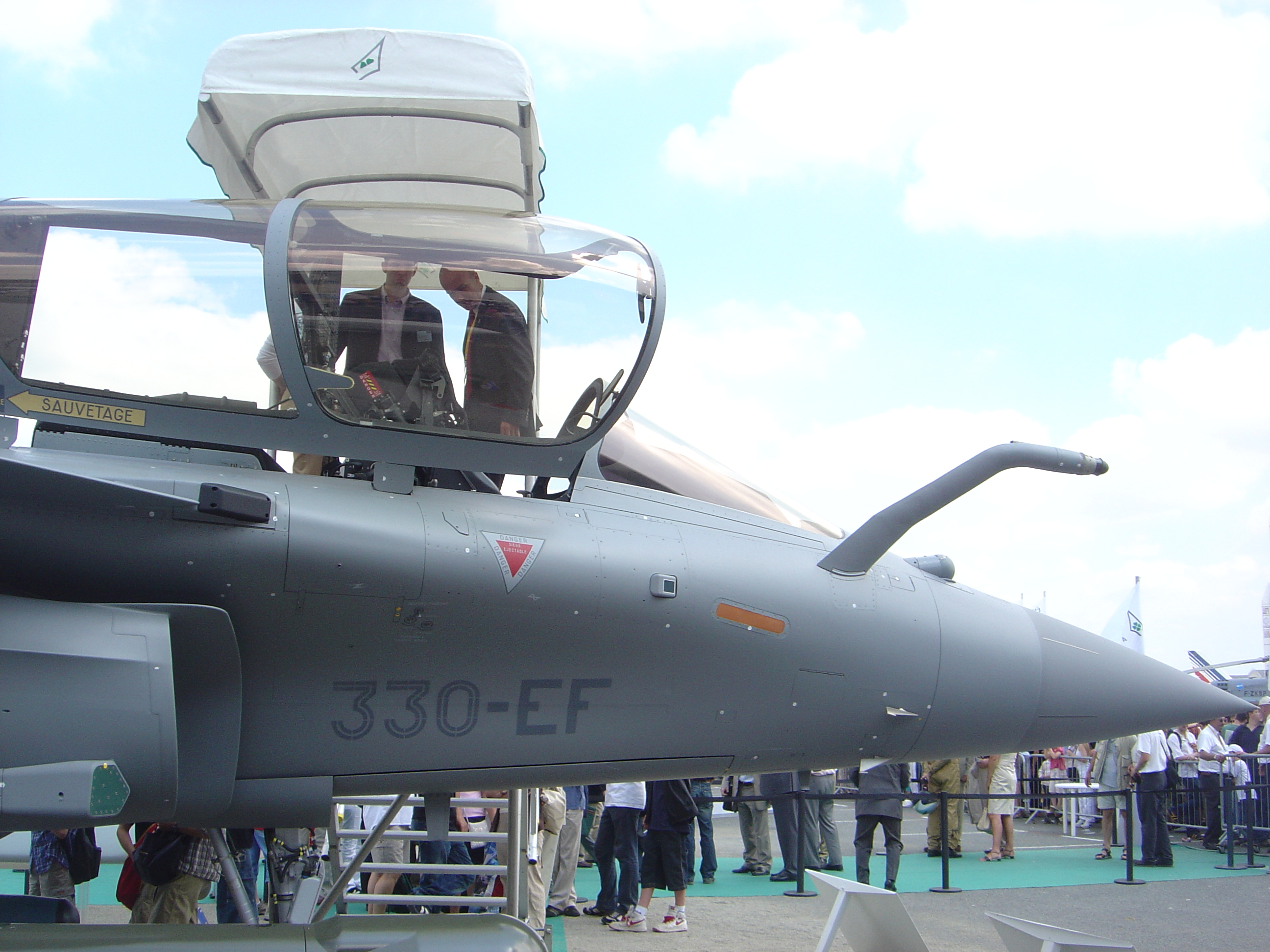

Enquanto os primeiros 100 Rafales foram equipados com o radar RBE2 Thales, o sensor mais importante da próxima geração do caça será o AA RBE2 Thales, uma nova matriz de varredura eletrônica ativa (AESA radar), que irá substituir a matriz passiva da RBE2.
A Thales completou a sua primeira matriz ativa por etapas, compreendendo 1.000 módulos transmissores/receptores de arsenato de gálio em 2006. No final de abril de 2009, a companhia disse que o AA RBE2 tinha terminado com sucesso uma nova série de ensaios sobre o Rafale, realizada em parceria com a Agência Francesa de contratos de defesa (DGA), no voo Cazaux-centro de testes.
"Esta etapa marca a última etapa para a qualificação da AESA RBE2 radares este ano em preparação para a entrega das duas primeiras unidades a Dassault Aviation, durante o primeiro trimestre de 2010", afirma a Thales. "Os radares serão instalados nas aeronaves em 2011 para ser entregues à Força Aérea Francesa no início de 2012. Entretanto, este cronograma não mais será atingido, uma vez que ainda não existe uma data real para o lançamento e utilização em massa deste equipamento."

## Cockpit
O cockpit utiliza um Martin-Baker Mark 16F "zero-zero", assento ejetável, ou seja, capaz de ser usado em velocidade zero e zero de altitude. O banco é inclinado 29 graus para trás, para melhorar o vigor a tolerância G. Dossel dobradiças aberta para a direita. Um sistema a bordo de geração de oxigênio é fornecido para eliminar a necessidade de vários depósitos de oxigênio.
A cabine inclui uma grande angular holográfico Head Up Display (HUD) e dois abaixo da cabeça de tela plana de multifunções a cores (DMF). A interação do Display é por meio do toque de entrada para que o piloto usa luvas de seda, forrado de couro. Além disso, em pleno desenvolvimento, o piloto terá um Helmet-Mounted Display (HMD).
O piloto controla a aeronave com um side-stick montado à sua direita e um regulador de pressão à sua esquerda. Estes incorporam vários comandos no acelerador e manche (HOTAS) controles. O cockpit do Rafale também é planejada para incluir Direct Voice Input (DVI), permitindo uma ação do piloto por comandos de voz.

## Variantes

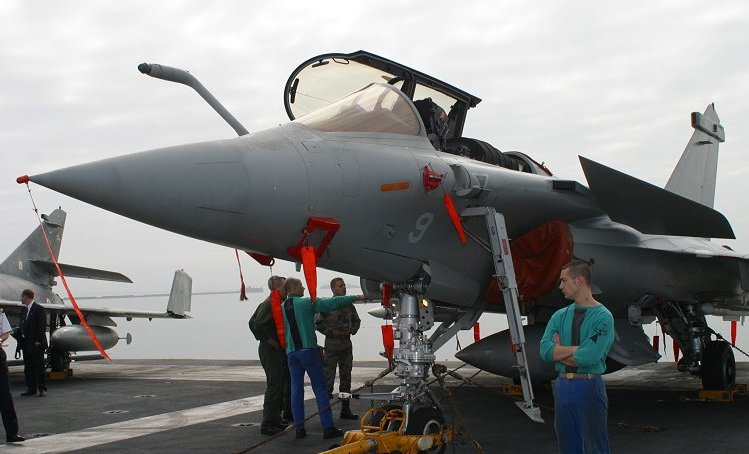
Dassault Rafale M.

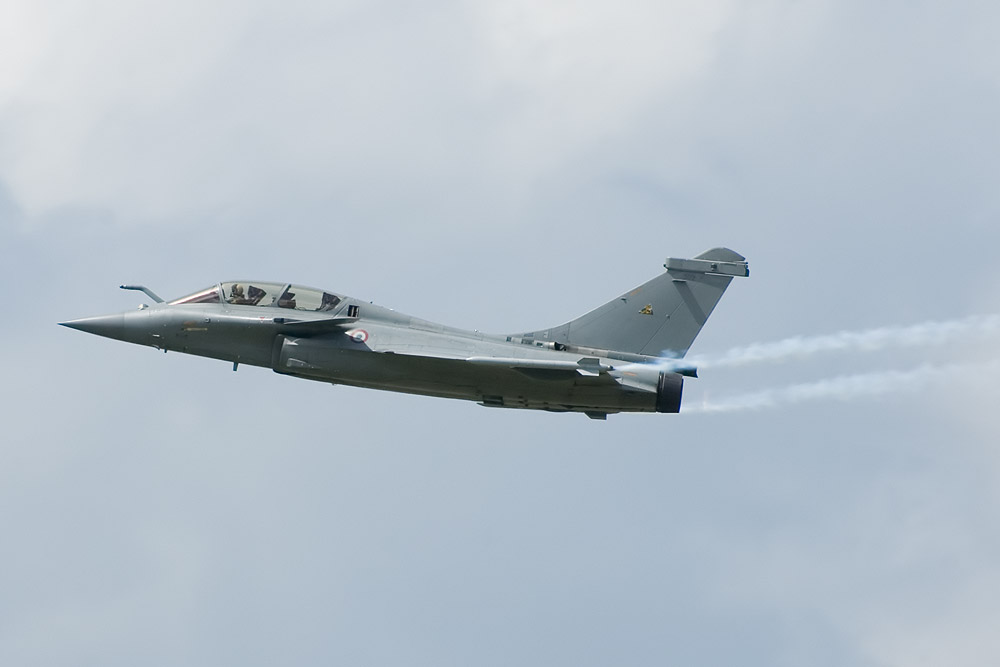
Dassault Rafale B no Show Aéreo de Paris em 2007.

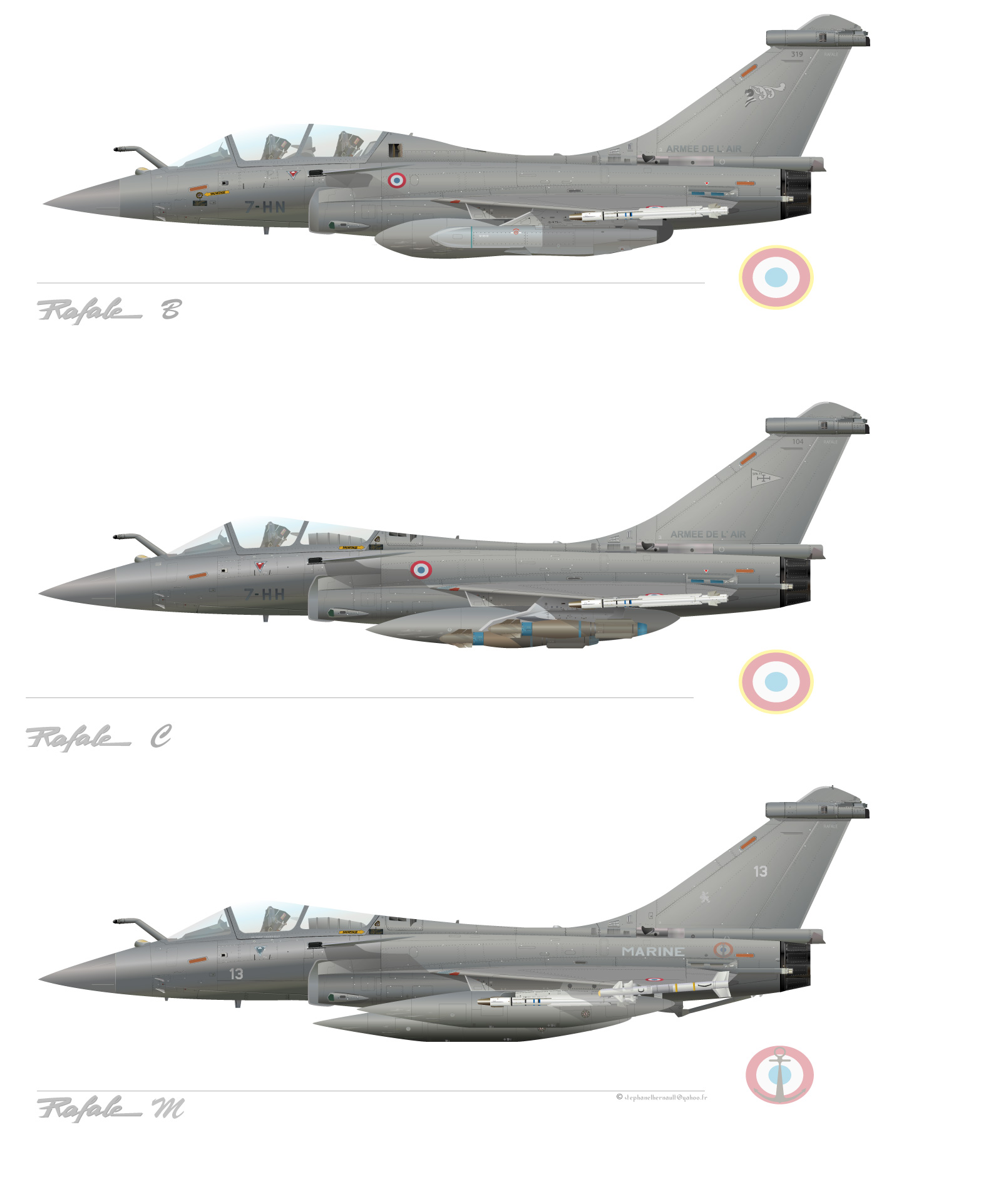
Rafale B, Rafale C, Rafale M franceses.

- Rafale A : Um demonstrador de tecnologia que voou pela primeira vez em 1986. Foi agora aposentado.
- Rafale D : Dassault utilizou esta designação (D para discret ou camuflado) no início de 1990 para as versões de produção para a Armée de l'Air, para salientar o semi novos recursos furtivo que tinham adicionado ao projeto, mais tarde sendo fundidos às variantes B, C e M.
- Rafale B : Esta é a versão de dois lugares para a Armée de l'Air, entregue à CE 330 em 2004.
- Rafale C : Esta é a versão monoposto para a Armée de l'Air, entregue à CE 330, em Junho de 2004.
- Rafale M : Esta é a versão Aeronaval, que entrou em serviço em 2002. O Rafale M pesa cerca de 500 kg (lb 1.100) a mais do que o Rafale C. Muito semelhante ao Rafale C na aparência, o M difere nos seguintes aspectos:
  - O reforço para suportar os rigores das operações baseadas em porta-aviões.
  - Artes fortes para desembarque.
  - Trem de pouso mais longo no nariz para manter o nariz mais alto para ganhar atitude no lançamento com a  catapulta.
  - Pylon central excluídos na frente (para dar espaço a mais de velocidade)
  - Ferrão grande tipo Tailhook entre os motores
  - Built-in power operado Escada
  - Sistema de aterrissagem por micro-ondas em porta-aviões.
  - Plataforma "Telemir" de referência inercial que pode receber as atualizações dos sistemas de transporte.
- Rafale N : O Rafale N, originalmente chamada de Rafale BM, foi planejada para ser uma versão de dois lugares para a Aeronavale. Os constrangimentos orçamentais e o custo de treinamento extra de membros da tripulação têm sido citados como os motivos de seu cancelamento.

### Sub-versões
Há três sub-versões aplicáveis às versões B, C e M:

#### F1
- Defesa aérea

Disponível desde 2004

#### F2
- Defesa aérea
- Ataque ao solo com armas convencionais

Disponível desde 2006

#### F3
- Defesa aérea
- Ataque ao solo com armas convencionais e nucleares
- Ataque a meios marítimos e reconhecimento

Finalizado em 2008 e disponível a partir de 2009. 

## Padrões
Entregas iniciais do Rafale M foram para a  padrão F1 ( "França 1"). Isso significava que a aeronave estava adequada para o combate ar-ar, substituindo o obsoleto F-8 Crusaders, como um caça naval da aviação baseada em porta-aviões, mas não equipado ou armado para missões ar-terra. As entregas reais (para 11 Flotille algum tempo depois de 2007) são para o "F2" normal, dando capacidade para miss~es ar-terra, e substituindo a Dassault-Breguet Super Étendard no papel de ataque ao solo e a Dassault Étendard IVP no papel de reconhecimento. Isso irá deixar o Rafale M, como única aeronave de asa fixa de combate pilotada pela Aviação Naval, e os planos são para atualizar todas as fuselagens para o padrão F3, com motores turbofan SNECMA M88-2, de 11.000 kg de empuxo cada, radar de terreno 3D e capacidade nuclear, a partir do início da década de 2010.
O primeiro Rafale C entregue à Armée de l'Air, em junho de 2005, foi para o padrão F2, e prevê-se que os melhoramentos semelhantes aos da Marinha ocorrerá no futuro. O Rafale substitui o SEPECAT Jaguars, Mirage F1 e o Mirage 2000 no Armée de l'Air.

## História Operacional

### França

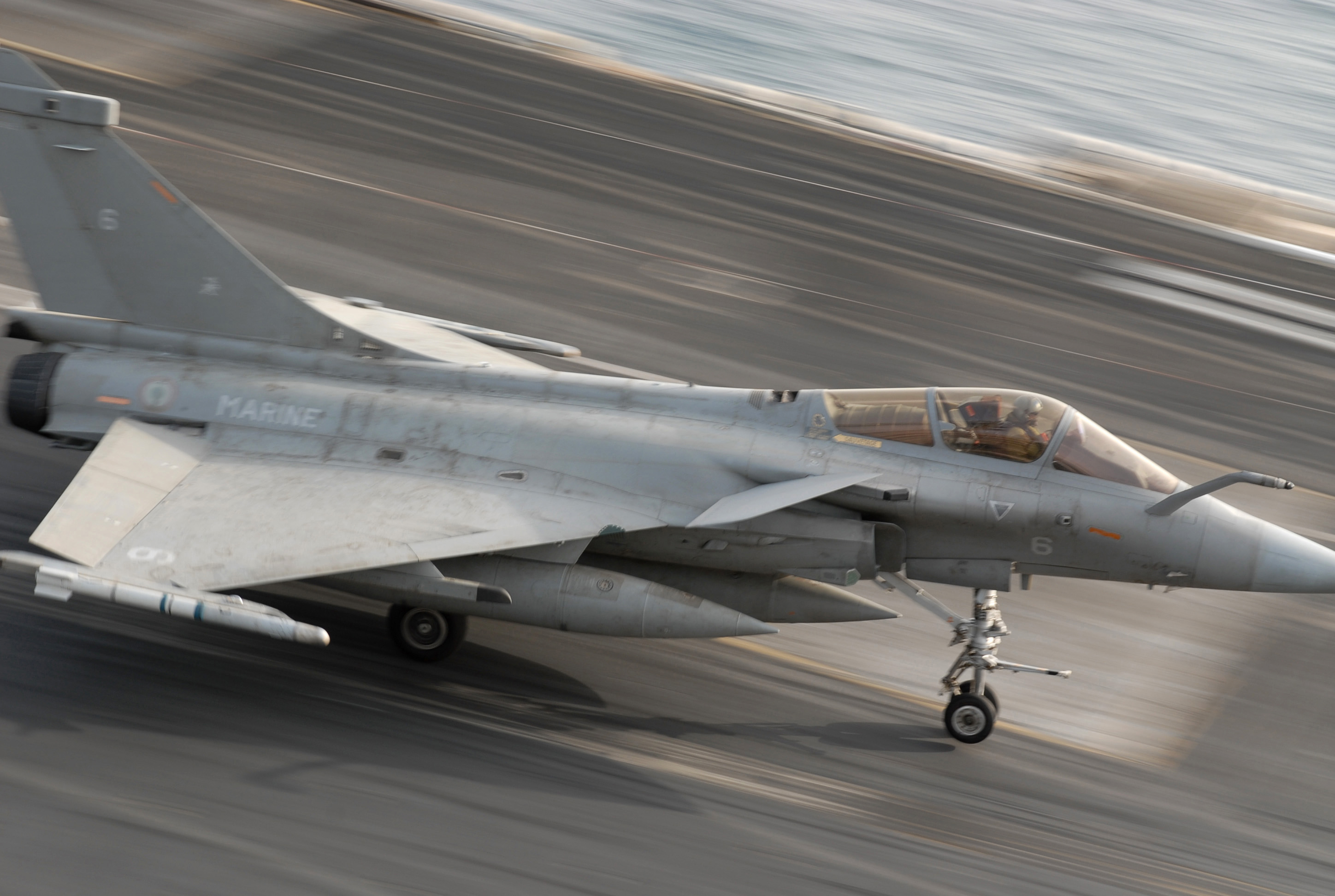
Rafale da marinha francesa fazendo testes de pouso e decolagem no convés do porta-aviões norte-americano USS Ronald Reagan (CVN-76).

O Rafale está agora em serviço com o papel nos ensaios e de formação da Força Aérea Francesa (CEAM / CE 5 / 330) e EC 1 / 7, em Saint-Dizier e esperam para receber um núcleo de 8-10 F2s Rafale durante o Verão de 2006, e parece que vai entrar em serviço operacional total (com ar robusto-ar e ficar fora do ar para as capacidades de ataque ao solo de precisão), em meados-2007 (CE, quando 1 / 7 terá cerca de 20 aeronaves, 15 em bipostos e 5 monopostos). O avião já está no serviço operacional limitada com a Marinha Francesa (Flotille 12F) para o papel ar-ar, e comprometeu-se uma grande quantidade de ar-solo em trabalho de avaliação.
O Rafale é totalmente compatível com os porta-aviões da Marinha dos E.U.A e alguns pilotos franceses da Marinha têm qualificação para fazer os pousos nos convés da Marinha dos E.U.A.
Os primeiros Rafale implantados numa zona de combate foram os da marinha francesa, durante a Operação Hércules, e a participação francesa na Operação Liberdade Duradoura. Voaram de Charles de Gaulle sobre o Afeganistão, logo em 2002, mas o padrão F1 não se adapta a missões do solo, não se tendo visto nenhuma ação do Rafale.

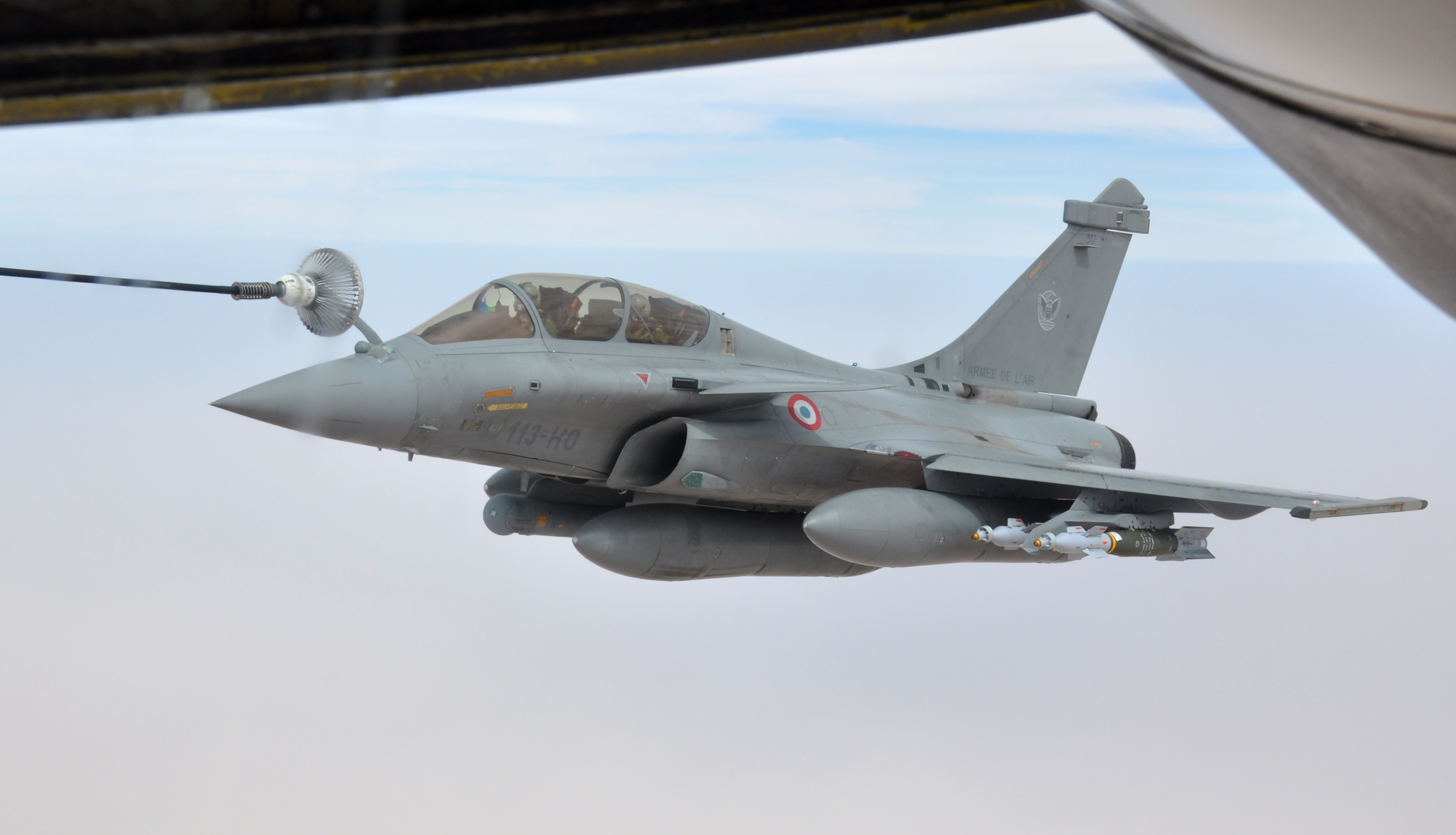
Um Rafale francês em missão no Mali.

Em 2007, após um programa de "crash" um reforço cerca de seis Rafale foi dada a possibilidade de lançamento de bombas guiadas por laser, tendo em vista a envolvê-los no Afeganistão. Três destes aviões que pertencentes à Força Aérea foram enviados para Dushanbe no Tajiquistão, enquanto os outros três Rafales foram enviados a bordo do Charles De Gaulle. A primeira missão ocorreu em 12 de março, e a primeira GBU-12 foi lançado no dia 28 de março em apoio a tropas holandesas em apuros no Sul do Afeganistão, que marca o inicio operacional do Rafale.  No entanto, eles ainda têm que confiar nos Mirage 2000Ds e Étendards Super carregando casulos de designação a laser para selecionar os seus objetivos.
Em 6 de Dezembro de 2007, um Rafale da Força Aérea Francesa, de dois lugares com um único ocupante, num voo de treino da base de Saint-Dizier, caiu numa parte desabitada da comuna Neuvic na região de Corrèze, com a perda de seu piloto. Esta foi a primeira perda de um Rafale. Em 10 de janeiro de 2008, a RTL, o ministro da Defesa, Hervé Morin, indicou que a causa do acidente foi "desorientação" do piloto.
O Rafale apareceu na RNAS Yeovilton no dia 11 de Julho de 2009, tanto voando quanto de forma estática. Espera-se para emocionar as multidões na RIAT em 18 de julho de 2009 ao lado dos outros países europeus com asas em delta, o JAS-39 Gripen e o Eurofighter Typhoon.[carece de fontes?]
O Rafale foi utilizado em combate na Líbia, no Mali, no Iraque e na Síria.

## Exportação

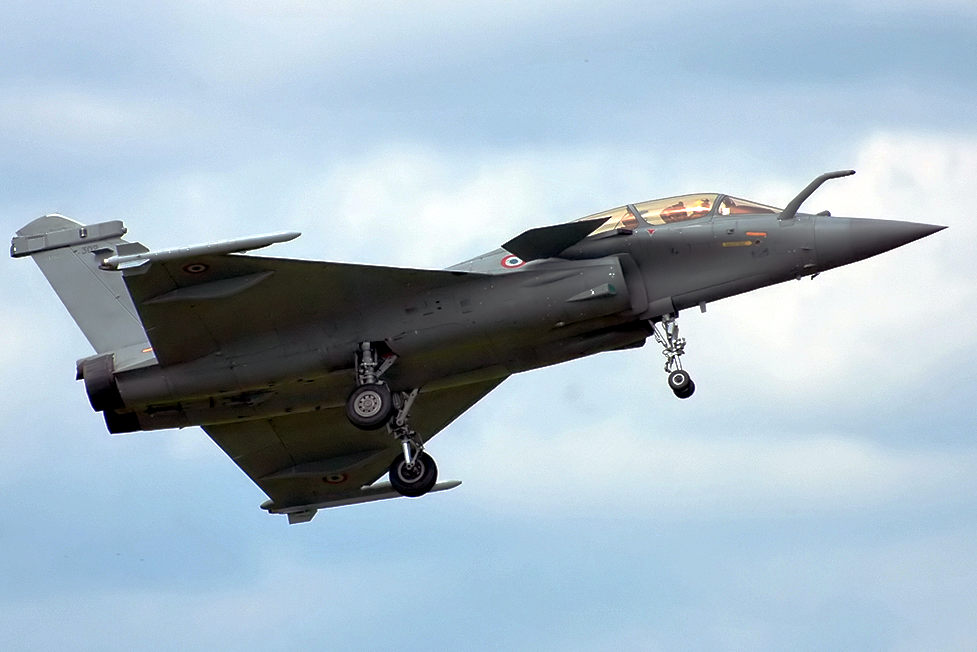
Dassault Rafale B.

O Rafale foi desenvolvido para ser um sucesso de exportações, entretanto isso não tem acontecido, devido aos seu elevados custos de aquisição e de manutenção, além da concorrência de outros aviões de caça, considerados mais efetivos. O Rafale é um dos seis caças concorrentes para apresentação de propostas da Índia para 126 caças multi-função. Em abril de 2009, reportagens, afirmaram que o Dassault Rafale foi desclassificado da competição por não atender aos requisitos mínimos de desempenho da Força Aérea da Índia. Outras aeronaves concorrentes, ou seja, Mikoyan MiG-35, F-16, F/A-18 Super Hornet, JAS-39 Gripen e o Eurofighter Typhoon, se classificaram para a próxima rodada de avaliação. No entanto, o Ministério da Defesa Indiano negou neste relatório, um porta-voz da IAF, afirmou, "nós não excluímos ninguém ainda da competição".
Em janeiro de 2006, o jornal francês Journal du Dimanche relatou que a Líbia queria na ordem de 13-18 Rafales "em um valor do negócio tanto quanto 3,24 bilhões dólares." Em Dezembro de 2007, Saif al-Islam Kadhafi declarou abertamente o interesse da Líbia no Rafale.
A Grécia também manifestou interesse no caça francês, possivelmente em troca de sua própria frota de Mirages.[carece de fontes?]
Em fevereiro de 2007, foi relatado que a Suíça estava considerando, entre outros, o Rafale para substituir os F-5 Tiger II. (Le Temps, 13 de fevereiro de 2007). A avaliação começou em outubro de 2008 em Emmen Airforce Base constituída de aprox. 30 voos de avaliação. O Rafale é um dos três candidatos (juntamente com o Saab Gripen e o Eurofighter), a ser avaliada. (Neue Zuercher Zeitung, 9 de outubro de 2008)
Em setembro de 2007, "La Tribune" informou que a venda a Marrocos tinha caído através do governo por ter selecionado o Lockheed Martin F-16. Em outubro de 2007, no início do relatório La Tribune, parece confirmado que o Rafale não seria comprado.
Em janeiro de 2008, o jornal "O Estado de S. Paulo" informou que o ministro da Defesa brasileiro visitou a França para discutir a possibilidade de aquisição de caças Rafale para o programa FX-2. Em junho de 2008, a Força Aérea Brasileira divulgou um pedido de informações às seguintes empresas e suas aeronaves: Boeing (F/A-18 Super Hornet) e Lockheed Martin F-35 Lightning II, Dassault Rafale, Sukhoi Su-35 , Saab Gripen NG e Eurofighter Typhoon. Em Outubro de 2008, foi relatado que a Força Aérea Brasileira teve selecionados três finalistas para o FX-2, Dassault Rafale, Saab Gripen NG e Boeing F/A-18. Em 7 de setembro de 2009, durante uma visita do presidente francês, Nicolas Sarkozy, o então presidente Lula anunciou um acordo para entrar em negociações para comprar 36 Rafales, o que foi desmentido posteriormente, além de deste perder a licitação diante do seu excessivo preço. Após mais de dez anos de discussão, no dia 18 de dezembro de 2013 foi anunciado que o governo brasileiro optou pela aquisição do Gripen NG, em atendimento a FAB, ainda aos seus futuros projetos, para a aquisição de um pacote de 36 aviões, inicialmente por 4500 milhões de dólares.
Em fevereiro de 2009 o presidente francês Nicolas Sarkozy anunciou que o Kuwait estava considerando comprar até 28 jatos Rafale, mas sem pedidos firmes em vigor a partir dessa data. No mesmo mês, a França ofereceu Rafales a Omã para substituir a sua frota envelhecida de SEPECAT Jaguars.
Em agosto de 2009, ofereceu Dassault Rafale à Força Aérea da Polônia, visando a substituição de sua frota de envelhecidos MiG-29 e Sukhoi Su-22.
Em 5 de janeiro de 2010, foi noticiado na imprensa que o relatório final de avaliação pela Força Aérea Brasileira colocou o JAS-39 Gripen à frente dos outros dois candidatos. O fator decisivo foi, aparentemente, o custo global dos novos caças, tanto em termos de custo unitário, e custos de operação e manutenção.
Em janeiro de 2012, após mais de dois anos de concorrência, a Índia decidiu pela compra de 126 caças Rafale por um valor estimado de 12 bilhões de dólares, tratando-se do primeiro país comprador de Rafale fora do território francês.

## Especificações

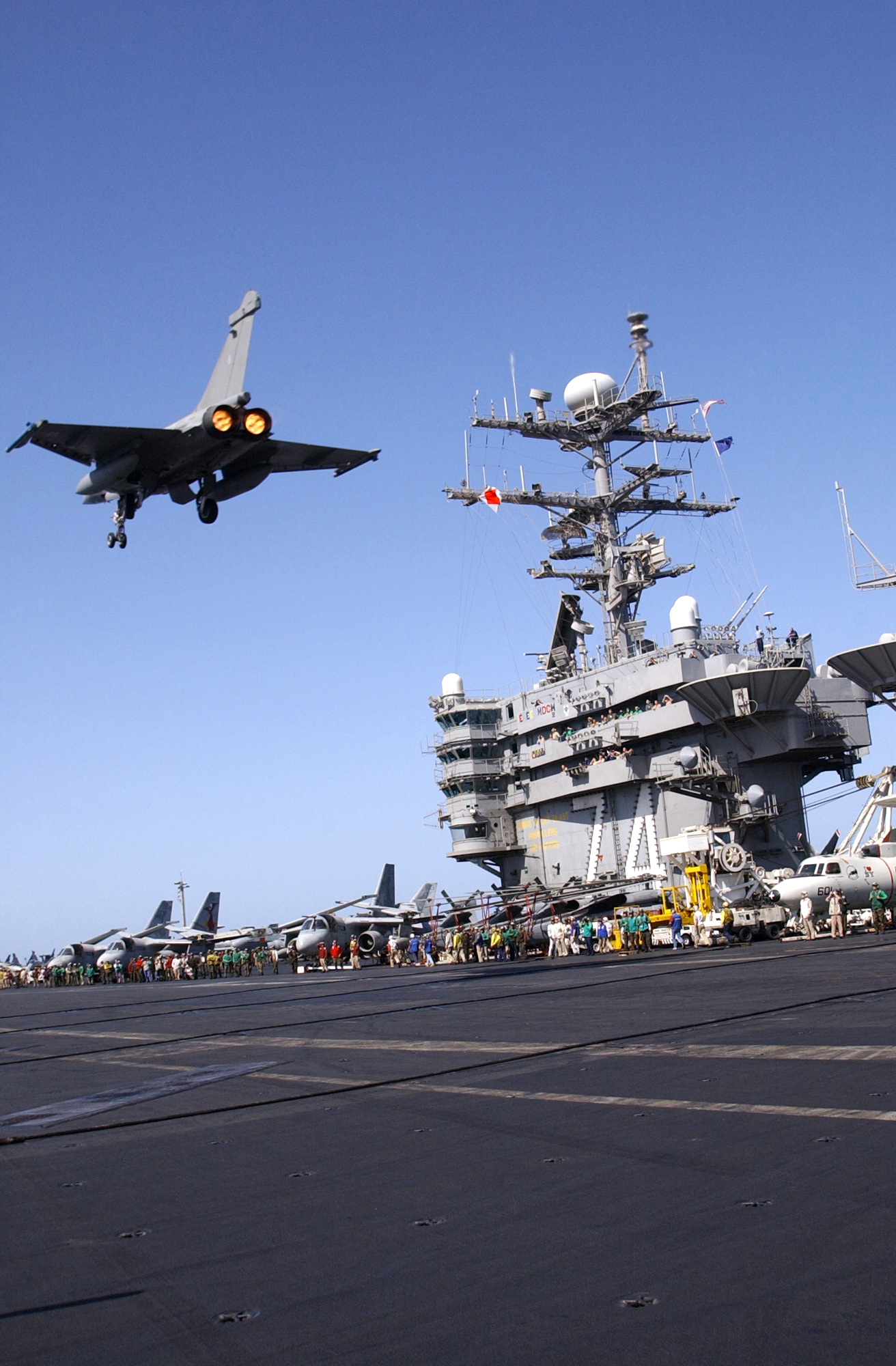
O Rafale M voa no porta-aviões USS John C. Stennis.

Dados de características do Dassault Rafale

### Características gerais
- Tripulação: 1–2
- Comprimento: 15,27 m (50,1 ft)
- Envergadura: 10,80 m (35,4 ft)
- Altura: 5,34 m (17,5 ft)
- Área de asa: 45,7 m² (492 ft ²)
- Peso vazio: 9.500 kg (C), 9.770 kg (B), 10.196 kg (M)
- Peso máximo de decolagem: 24.500 kg (C/D), 22.200 kg (M)
- Powerplant: 2 × Snecma M88-2 turbofan
- Empuxo seco: 50,04 kN (11.250 lbf) cada
- Empuxo com pós-combustão: 75,62 kN com M88-Eco> 90 kN após 2010 (lbf 17.000) cada

### Desempenho
- Velocidade máxima:
  - Alta altitude: 2 223 km/h (1,80 Ma)[12], 1.290 nós
  - Baixa altitude: 1.390 km/h, 750 nós
- Alcance (km): 2,800 km (Rafale C, sem carga externa)
- Raio de ação: 1.850 km / 3.125 km
- Teto de serviço: 16.800 m (55.000)
- Taxa de subida: 304,8 m/s
- Carregamento da asa: 326 kg/m²

### Armamento
- Metralhadora: 1 × 30 mm (1,18 in) canhão GIAT 30/719B
- Mísseis:
  - ar-ar:
    - MICA IR / EM ou
    - Magic II e no futuro
    - MBDA Meteor

  - ar-solo:
    - MBDA Apache ou
    - SCALP EG ou
    - Ou AASM
    - GBU-12 Paveway II ou
    - AM 39 Exocet ou
    - ASMP-A míssil nuclear

### Avionicos
- Radar Thales RBE2: radar passivo, desenvolvido na década 90;
- Radar RBE2-AA: radar ativo de última geração, entrando em serviço em 2014;
- Thales SPECTRA: sistema de guerra eletrônica;
- Thales DAMOCLES Targeting pod (TGP): targeting pod (designador de alvos) desenvolvido nos anos 2000, com laser tipo eye-safe, modular e de alta performance;
- Thales TALIOS Targetind pod (TGP): ultra-mordeno targeting pod (designador de alvos) de última geração, sucessor direto do DAMOCLES e com inúmeras melhorias, entrou em serviço em 2020;
- Thales / SAGEM OSF (Optronique Secteur Frontal) busca de infravermelhos e sistema de trilha.

## Caças compativeis
- F-35 Lightning (5ª geração)
- F-22 Raptor (5ª geração)
- Eurofighter Typhoon
- Sukhoi Su-33
- Sukhoi Su-35
- F-15 Eagle
- F/A-18E/F Super Hornet
- Mikoyan MiG-35
- JAS 39 Gripen
- Chengdu J-10
- F-16 Fighting Falcon
- Mitsubishi F-2
- Gripen NG

## Operadores
- França: 148 unidades de 180 encomendados

- Emirados Árabes Unidos: 80 encomendados[13]

- Egito: 24 unidades de 54 encomendados[14][15]

- Indonésia: 42 encomendados[16]

- Catar: 36 unidades[17][18]

- Índia:  
  -  Força Aérea Indiana – 36 encomendados,[19] todos entregues até julho de 2022.[20] 3 abatidos pela Força Aérea do Paquistão.[21]
  -  Marinha Indiana  – 26 (22 Rafale-M e 4 biplaces) encomendados para serem entregues até 2030.[22][23]

- Grécia: 24 unidades[24][25]

- Croácia: 12 encomendados[26]
- Sérvia: 12 encomendados[27]

### Potenciais compradores
- Índia: Considera a compra adicional de 2 esquadrões (36 aeronaves), totalizando 72 aeronaves  nos dois lotes caso concluído.[28]
  - 36 aeronaves (primeiro lote, já comprado)
  - 36 aeronaves (segundo lote, potencial)
- Grécia: O governo grego declarou em abril de 2021 que está em negociações avançadas para a aquisição de mais 6 aeronaves novas, totalizando 24 com a compra anterior já fechada.[29] Nessa nova compra estariam incluídos mísseis SCALP e Exocet.[29]
  - 18 aeronaves (primeiro lote, já comprado)
  - 6 aeronaves (segundo lote, em negociação)[29]
- Indonésia: Assinada a carta de intenção de compra de 36 aeronaves[30][31]
- Colômbia: O caça foi escolhido como o novo substituto dos atuais Kfir. De início é planejado o pedido de pelo menos 16 aeronaves. A aquisição dessas aeronaves ainda não foi concedida e está em pré-negociação. O custo aproximado da aquisição seria de 15 bilhões de pesos (US$ 3,15 bilhões).[32]

### Vendas frustradas
- Brasil: 36 aeronaves. Participou da concorrência para o FX-2. Em 18 de dezembro de 2013, a Força Aérea Brasileira escolheu o Gripen como vencedor.[33]
- Canadá: 88 aeronaves. Governo do Canadá emitiu RFP (Request for proposals - RFP) para Boeing, Airbus, Lockheed Martin e Saab e não chamou a Dassault para participar da concorrência.[34] A Dassault tentou participar da concorrência.[35]
- Emirados Árabes Unidos: 60 aeronaves. Governo desistiu da compra após negociações entre 2010 e 2011.[36] Em 2021, compraram 50 aeronaves F-35.[37]
- Finlândia: 64 aeronaves. No âmbito do programa "The HX Fighter Program" o Governo Finlandês decidiu em dezembro de 2021, optar pela compra de 64 aviões Lockheed Martin F-35, com entregas previstas para 2025–2030. As aeronaves Dassault Rafale, F/A-18E/F Super Hornet, Eurofighter Typhoon e JAS 39 Gripen E/F, foram preteridas.